# Юньнаньский заяц
Юньнаньский заяц (лат. Lepus comus) — вид рода Lepus из отряда зайцеобразных.

## Распространение
Ареал: Китай (провинции Гуйчжоу, Сычуань, Юньнань), Мьянма. Этот вид обитает на Юньнань-Гуйчжоуском плато на высотах 1300-3200 м.

## Поведение
Питаются в основном травянистыми растениями.
Дает 2-3 выводка в год по 1-4 детенышей в каждом.

## Морфологические признаки
Это небольшое животное с массой тела от 1,5 до 2,5 килограмма. Мех серо-коричневый сверху и по бокам.